# Монастириський район
Монастири́ський райо́н, раніше Манастири́ський райо́н — колишній адміністративний район у південно-західній частині Тернопільської області. Утворений 1940. Площа — 558 км². Населення — 27,6 тис. осіб (2017): українці — 99 %, мешкають також росіяни, поляки, білоруси та ін.
Ліквідований 19 липня 2020 року.

## Адміністративний поділ

У районі — м. Монастириська (райцентр), смт Коропець (колись — містечко), 46 сіл, 16 хуторів.

## Географія

### Розташування і фізична географія
Монастириський район розташований на Подільському горбогір'ї. Поверхня розчленована глибокими долинами річок, абсолютні висоти 200—400 м, найвища — 402 м (побл. с. Ковалівка).
Найбільші річки — Дністер, його ліві притоки — Золота Липа, Горожанка та Коропець.
Площа боліт — 447 га. Ліси займають 14,5 тис. га (ростуть сосна, граб, бук, ясен, дуб та ін.).
Територія району, що прилягає до річки Дністер, належить до заповідної зони «Дністровський каньйон».

### Корисні копалини
Корисні копалини: вапняки, пісок, гіпс, глина, доломіт.

### Геологічні пам'ятки
Відслонення середньодевонських відкладів. Розташоване біля села Коржова на правому схилі долини річки Золота Липа в кар'єрі для видобування доломітів. Видима потужність доломітів — 11 м. Відслонення має наукове значення. ППМЗ, займає територію площею 4,25 га, охорона доручена ВАТ Коржівського спеціалізованого гірничо-дробильного кар'єру.
Відслонення юрських відкладів. На південній околиці села Луки на лівому віддаленому схилі долини річки Дністер на віддалі близько 400 м від колишньої ферми ліворуч від дороги Лука-Петрилів відслонюються юрські відклади. Вони складаються з світло-жовтих вапняків, доломітів та різнобарвних теригенних утворень (аргілітів, пісковиків, конгломератів). Зустрічаються скам'янілі рештки риб. ППМЗ, площа 0,15 га, охорона доручена радгоспу «Галичина».
З 1984 року, коли відслонення було взято під охорону, його вигляд дещо змінився. Тут працював кар'єр, який розкрив відклади верхньої частини схилу на 10-15 м. Вони представлені жовтуватими вапняками та доломітами, над якими залягає товща верхньокрейдових білих вапняків.
Відслонення девонської флори. Розташоване поблизу села Вістря на лівому березі річки Дністер. Представлене товщею сіроколірних теригенних порід, що умовно віднесені до середнього девону. Ця товща залягає на породах дністровської серії (нижній девон). У верхній частині відслонення знайдено рештки викопних рослин: псилофітів, плауноподібних, членистостеблових, папоротеподібних і рослин невизначеного систематичного положення. Відслонення має важливе значення для вивчення історії розвитку рослинного світу. ППМЗ, площа 0,15 га, охорона доручена селянській спілці «Провесінь».
Відслонення ранньодевонської флори. Розташоване на 160 м вище за течією від села Вістря на лівому березі річки Дністер у двадцятиметровій товщі строкатих і сірих теригенних порід, якими закінчується розріз дністровської серії (нижній девон), виявлено рештки псилофітів, членистостеблевих і папоротеподібних, а також рештки риб. Відслонення має важливе значення для вивчення історії розвитку рослинного світу. ППМЗ, територія площею 0,15 га, охороняється селянською спілкою «Провесінь».
Дві останні описані геологічні пам'ятки знаходяться поруч, друга є продовженням першої. Вони розташовані на крутому схилі долини Дністра, тому їх слід об'єднати в одну. Також необхідно повернути їх колишню назву — «Місцезнаходження девонської флори», а не «Відслонення девону в с. Вістрі № 1 і № 2», бо друга назва не відтворює основної суті.
Стратотип бережанських верств. Розташована біля села Чехова в долині Коропця. Представлена відслоненням порід гельветського ярусу (міоцену). У їх складі є так звані бережанські і нагірянські верстви. Перші з них представлені темно-сірою глиною, ясно-сірим мергелем і зеленуватою піщаною глиною. Другі — ясно-жовтим вапняковистим піском з галькою чорного кременю. Загальна потужність цих відкладів становить 2,25 м. Відслонення має наукову цінність. ППМЗ, площа 0,1 га, охороняється радгоспом «Монастириський».

### Клімат
Клімат помірно теплий, вологий; опадів 610 мм на рік.

### Ґрунти
Переважають чорноземи типові малогумусні, сірі лісові, темно-сірі та ясно-сірі опідзолені в долинах річок — лучні та лучно-болотні ґрунти. 60 % земель у районі є еродованими.

## Історія
Монастирищина заселена в період пізнього палеоліту.
До середини XIV ст. належало до Галицько-Волинської держави. Наприкінці цього ж століття внаслідок тривалої боротьби між Польщею, Литвою та Угорщиною Сх. Галичину, в тому числі Монастирищину, захопило Королівство Польське (від 1569 — Річ Посполита).
У 1772 році після першого поділу Польщі ця територія відійшла до Священної Римської імперії (з 1804 — Австрії, від 1867 — Австро-Угорщина).
Листопад 1918 — липень 1919 — в складі Української держави. Вересень 1920 — вересень 1939 — окупована Польщею.
Вересень 1939 — серпень 1991 — в УРСР. З 24 серпня 1991 — в складі відновленої Української держави.
Від кінця 19 ст. до 1939 року на Монастирищині діяли українські товариства «Просвіта», «Січ», «Сокіл», «Луг», «Пласт», «Сільський господар», «Союз українок», «Рідна школа» та ін.
1944–1946 в ході депортації з території Польщі в Монастириський район прибуло багато лемків, які проживають у м. Монастириська, селах Доброводи, Ковалівка, Криниця, Нова Гута.
21 січня 1959 р. до складу Монастириського району включений Коропецький район.
Протягом 1962–1966 років територія Монастириського району належала до Бучацького району.
25 травня 2014 року відбулися Президентські вибори України. У межах Монастириського району були створені 52 виборчі дільниці. Явка на виборах складала — 77,40 % (проголосували 18 343 із 23 699 виборців). Найбільшу кількість голосів отримав Петро Порошенко — 51,75 % (9 492 виборців); Юлія Тимошенко — 24,96 % (4 578 виборців), Олег Ляшко — 9,88 % (1 812 виборців), Анатолій Гриценко — 7,22 % (1 324 виборців). Решта кандидатів набрали меншу кількість голосів. Кількість недійсних або зіпсованих бюлетенів — 0,55 %.

### Епідемія коронавірусу
Станом на 28 березня 2020 року в районі було інфіковано 36 осіб COVID-19 (із 43 по Тернопільській області), з яких 21 у медиків. 
29 березня кількість інфікованих зросла до 44 осіб, з них медиків — 24. Найбільше (26) інфікованих зафіксовано у м. Монастириська, 7 — у с. Швейків, 4 (1 випадок — летальний) — у с. Ковалівка, по два випадки — у с. Горішня Слобідка та Долішня Слобідка, по одному — у с. Бертники, с. Чехів та с. Гончарівка.
Станом на 16 квітня кількість інфікованих зросла до 160 осіб, померло — 2, одужало — 19.

## Пам'ятки

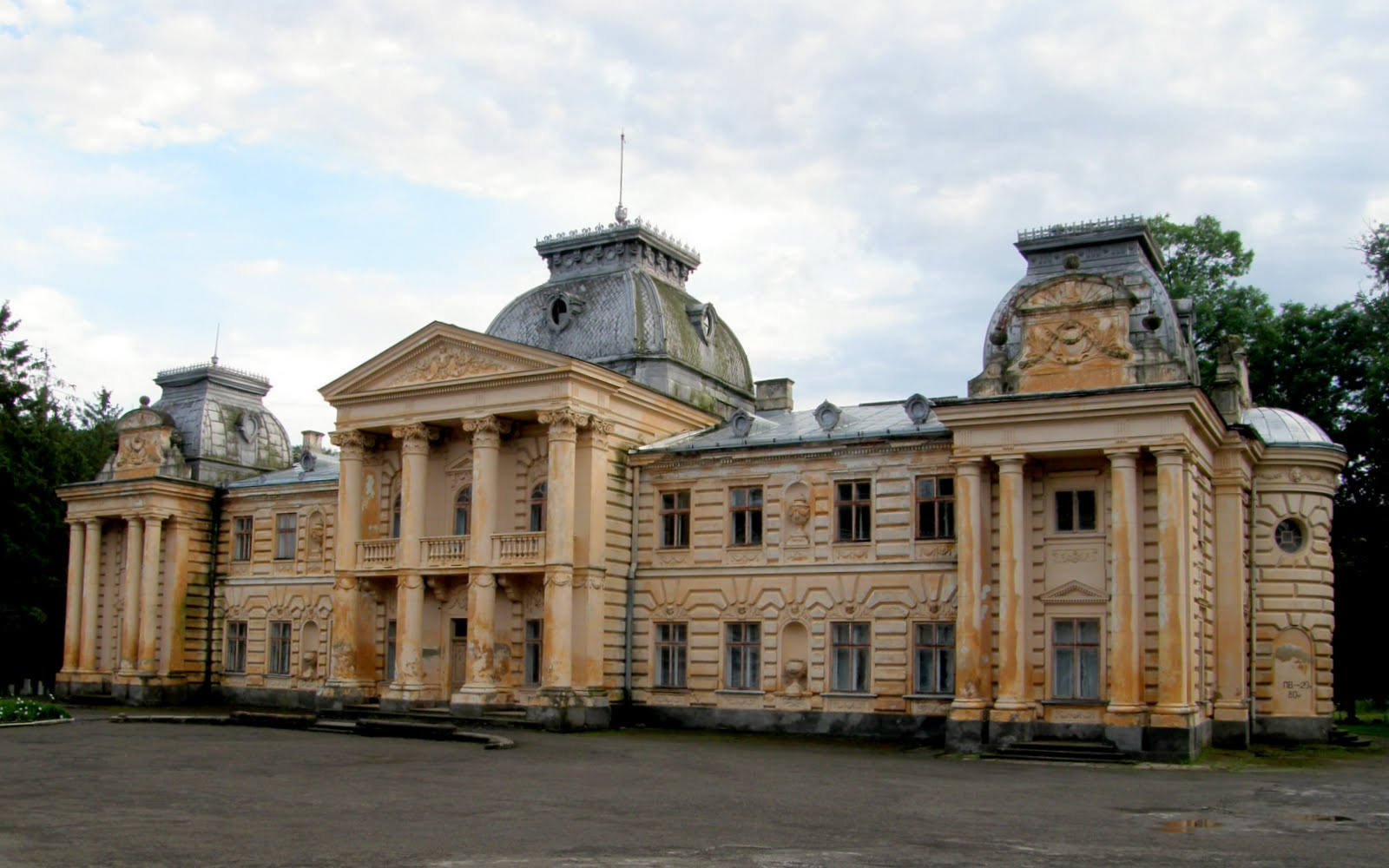
Коропець. Палац графа Бадені

В Монастириському районі — 30 пам'яток історії та культури, 25 символічних могил Борцям за волю України.

### Культові споруди
У Монастириському районі 56 культових споруд:
- 44 храми УГКЦ,
- 7 — УАПЦ,
- 2 — РКЦ,
- 1 лютеранська церква,
- 2 Зали Царства Свідків Єгови

Обладнано 28 капличок.

### Дерев'яні храми
| Населений пункт    | Назва церкви                                                  | Рік побудови |
| ------------------ | ------------------------------------------------------------- | ------------ |
| Монастириська      | Церква воздвиження Чесного Хреста Церква пресвятої Діви Марії | 1892 1751    |
| Коропець           | Успіння Пресвятої Богородиці                                  | 1795         |
| Високе             | Василія Великого                                              | 1925         |
| Горигляди          | Препоподобного Онуфрія                                        | 1820         |
| Горішня Слобідка   | святого Феодосія                                              | 1918         |
| Горожанка          | Успіння Пресвятої Богородиці                                  | 1792         |
| Гранітне (Баранів) | святого Димитрія                                              | 1855         |
| Григорів           | Пресвятої Діви Марії                                          | 1865         |
| Заставці           | Різдва Пресвятої Богородиці                                   | 1830         |
| Коржова            | святого Михаїла                                               | 1880         |
| Лазарівка          | святого Миколая                                               | 1812         |
| Лядське            | Успіння Пресвятої Богородиці                                  | 1781         |
| Міжгір'я           | Покрови Пресвятої Діви Марії                                  | 1865         |
| Нова Гута          | святого Михаїла                                               | 1881         |
| Підлісне           | Іоана Богослова                                               | 1872         |
| Чехів              | Покрови Пречистої Діви Марії                                  | 1885         |
| Яргорів            | Успіння Пресвятої Богородиці                                  | 1928         |

### Пам'ятки природи
Пам'ятки природи місцевого значення:
- Ковалівський загальнозоологічний заказник,
- Коропецька грабина,
- Коропецький парк,
- Монастириські ясени та ін.

## Промисловість
Нині в районі працюють:
- ВАТи «Монастириський молочний завод», «Заводоуправління будівельних матеріалів» (м. Монастириська), «Коржівський СГДК» (с. Кор-жова), * ВАТ МП «Терноцвіт», «Артеміда», «Любисток», ПП «Консул» (смт Коропець) та ін.

Розвинуті народні промисли, гончарство та вишивка.

## Населення
Розподіл населення за віком та статтю (2001)
| Стать | Всього | До 15 років | 15-24 | 25-44 | 45-64 | 65-85 | Понад 85 |
| --- | ------ | ----------- | ----- | ----- | ----- | ----- | -------- |
| Чоловіки | 15 890 | 3316        | 1960  | 4792  | 3429  | 2314  | 79       |
| Жінки | 18 646 | 3136        | 2016  | 4353  | 4287  | 4559  | 295      |
| \| Статево-вікова піраміда \| Статево-вікова піраміда \| Статево-вікова піраміда \| \| ----------------------- \| ----------------------- \| ----------------------- \| \| Чоловіки \| Вік \| Жінки \| \| 79 \| 85 + \| 295 \| \| 145 \| 80-84 \| 419 \| \| 364 \| 75-79 \| 1021 \| \| 795 \| 70-74 \| 1523 \| \| 1010 \| 65-69 \| 1596 \| \| 889 \| 60-64 \| 1332 \| \| 714 \| 55-59 \| 904 \| \| 893 \| 50-54 \| 1035 \| \| 933 \| 45-49 \| 1016 \| \| 1266 \| 40-44 \| 1157 \| \| 1119 \| 35-39 \| 1083 \| \| 1208 \| 30-34 \| 1003 \| \| 1199 \| 25-29 \| 1110 \| \| 1049 \| 20-24 \| 1000 \| \| 911 \| 15-20 \| 1016 \| \| 1267 \| 10-14 \| 1243 \| \| 1176 \| 5-9 \| 1110 \| \| 873 \| 0-4 \| 783 \| |        |             |       |       |       |       |          |
| Статево-вікова піраміда |        |             |       |       |       |       |          |
| Чоловіки | Вік    | Жінки       |       |       |       |       |          |
| 79 | 85 +   | 295         |       |       |       |       |          |
| 145 | 80-84  | 419         |       |       |       |       |          |
| 364 | 75-79  | 1021        |       |       |       |       |          |
| 795 | 70-74  | 1523        |       |       |       |       |          |
| 1010 | 65-69  | 1596        |       |       |       |       |          |
| 889 | 60-64  | 1332        |       |       |       |       |          |
| 714 | 55-59  | 904         |       |       |       |       |          |
| 893 | 50-54  | 1035        |       |       |       |       |          |
| 933 | 45-49  | 1016        |       |       |       |       |          |
| 1266 | 40-44  | 1157        |       |       |       |       |          |
| 1119 | 35-39  | 1083        |       |       |       |       |          |
| 1208 | 30-34  | 1003        |       |       |       |       |          |
| 1199 | 25-29  | 1110        |       |       |       |       |          |
| 1049 | 20-24  | 1000        |       |       |       |       |          |
| 911 | 15-20  | 1016        |       |       |       |       |          |
| 1267 | 10-14  | 1243        |       |       |       |       |          |
| 1176 | 5-9    | 1110        |       |       |       |       |          |
| 873 | 0-4    | 783         |       |       |       |       |          |

## Соціальна сфера
Діють ПТУ-34, 45 ЗОШ, 15 дошк. закладів, Будинок дитячої творчості, ДЮСШ, 19 Будинки культури, 30 клубів, 43 бібліотеки, 2 кінотеатри, 2 музичні школи, 45 медичних закладів, обласний комунальний етнографічно-меморіальний музей В. Гнатюка (с. Велеснів), 6 громадських музеїв (Лемківської культури та О. Кисілевської — м. Монастириська; краєзнавчі музеї у смт Коропець, селах Горожанка, Горішня Слобідка та Устя Зелене); 7 колективів художньої самодіяльності отримали звання «народних».

## Персоналії
Уродженці Монастирищини:
- письменник Богдан Бойчук
- актор, письменник Володимир Бучацький
- економіст, політолог, громадський діяч, начальний пластун Богдан-В. Гаврилишин
- співаки Роман Вітошинський, М. Лазаркевич-Крук
- живописець, графік, громадський діяч Юліян Панькевич
- громадські діячі о. Іван Галібей, Марко Каганець
- фольклорист, етнограф Володимир Гнатюк
- письменниця, громад.-культурна діячка Олена Кисілевська з Сіменовичів
- громадський діяч, публіцист Володимир Леник
- вчений-філолог М. Лесів
- лікарі, громадсько-політичні діячі Ілько Максимів, Володимир Темницький
- доктор медицини В. Сіменович.

Працював письменник, педагог о. Тимофій Бордуляк. Перебували Олесь Гончар, Маркіян Шашкевич, Іван Франко та інші.

## Археологічні пам'ятки
На території району виявлено археологічні пам'ятки пізнього палеоліту, трипільської та давньоруської культур, скарб римських монет (с. Красіїв) та інші.